# Liu Ye
Liu Ye (chino simplificado= 刘 也), es un bailarín, coreógrafo y cantante chino. Es miembro de los grupos SWIN-S y R1SE.

## Biografía
Estudió en el Conservatorio de Música de Qilu en Beijing y en la Compañía de Canto y Danza de la Provincia de Jilin. 
Es experto en danza moderna y danza pop. Tiene un certificado de enseñanza en danza pop de la Asociación de Bailarines de China.

## Carrera
Actualmente es miembro de la agencia "Pelias Entertainment" (依海文化). 

### Televisión
En 2015 se unió a la primera temporada del programa chino-coreano Super Idol (星动亚洲) donde participó junto a Jo Jinhyung, Zhao Fangzhou, Gou Chenhaoyu y Dai Jingyao en el grupo "A.KING". Logró quedar en el grupo final SWIN  Liu Ye también participó en la segunda y tercera temporada del programa.
El 6 de abril del 2019 se unió al programa de canto Produce Camp 2019 donde participó, llegando a la ronda final y quedando en el octavo lugar, convirtiéndose así en uno de los miembros del nuevo grupo R.1.S.E.

### Música
El 14 de octubre del 2016 se unió al grupo SWIN (que significa Super Idol Winner) junto a Cai Xukun, Zhao Pinlin, Yu Gengyin, He Yifan, Wu Muti, Zhu Yunlong, Zuo Qibo, Tian Shuchen y Gou Chenhaoyu, también forma parte de la subunidad del grupo encargada de las interpretaciones SWIN-S junto a Cai Xukun, Zhao Pinlin, Yu Gengyin, He Yifan y Wu Muti. Dentro del grupo tiene la posición bailarín principal y uno de los vocalistas.
Desde el 8 de junio del 2019 forma parte del grupo chino R.1.S.E (que significa: R - Running (赛跑), 1 - No 1 (笫一), S - Sun (太阳) y la E - Energy (能量)) junto a Zhou Zhennan, Xia Zhiguang, He Luoluo, Yan Xujia, Yao Chen, Zhai Xiaowen, Zhang Yanqi, Ren Hao, Zhao Lei y Zhao Rang. Ese mismo día el grupo presentó su primer sencillo titulado "R1SE". El 9 de agosto del mismo año el grupo lanzó el MV de la canción final para la película Shanghai Fortress. El 2 de junio de 2021 se anunció que después de dos años, el grupo se disolvería el 14 de junio del mismo año.

## Filmografía

### Programas de variedades
| Año  | Programa                                   | Notas                                                   |
| ---- | ------------------------------------------ | ------------------------------------------------------- |
| 2019 | Super Nova Games                           | participante - junto a R.1.S.E                          |
| 2019 | Produce Camp 2019 (青春环游记)             | concursante                                             |
| 2018 | 星动亚洲第四季                             |                                                         |
| 2018 | 心动宅急送第二季                           | junto a Zhao Pinlin, Zhu Yunlong, Qi Chenhao y Zuo Qibo |
| 2018 | 心动的味道·厨语                            | junto a Zhao Pinlin                                     |
| 2018 | Street Dance of China (这！就是街舞)       | [ 9 ]                                                   |
| 2017 | Super Idol 3 (星动亚洲第三季)              | invitado - junto a SWIN                                 |
| 2017 | 我们的征途                                 | invitado                                                |
| 2017 | Challenger's Alliance (挑战者联盟第三季 3) |                                                         |
| 2016 | 心动的味道                                 |                                                         |
| 2016 | Super Idol 2 (星动亚洲第二季)              |                                                         |
| 2015 | Super Idol (星动亚洲第一季)                | concursante                                             |
| 2014 | Amazing Dance (奇舞飞扬=                   |                                                         |
| 2013 | 康王舞动中国                               | 3er. lugar - concursante                                |
| 2013 | Super Boy (快乐男声)                       |                                                         |
| 2012 | 向上吧！少年                               |                                                         |

### Revistas / sesiones fotográficas
| Año  | Revista               | Notas                                       |
| ---- | --------------------- | ------------------------------------------- |
| 2020 | Wonderland China      | (publicación de junio) - junto a R.1.S.E    |
| 2019 | OK! Magazine          | (publicación #187) - junto a R.1.S.E        |
| 2019 | GQ China              | (tema: "All Eyes On You") - junto a R.1.S.E |
| 2019 | Bazaar V Loveletter   | junto a R.1.S.E                             |
| 2019 | Harper’s Bazaar China | junto a R.1.S.E                             |
| 2019 | Esquire China         |                                             |
| 2019 | VogueMe China         |                                             |
| 2017 | 智族 GQ               |                                             |
| 2019 | Esquire × The Chuang  | (White T-Shirts, Bandage & Lolipop)         |

### Eventos
| Año  | Título                                 | Notas                                 |
| ---- | -------------------------------------- | ------------------------------------- |
| 2020 | 2019 Weibo Awards Ceremony             | junto a R.1.S.E                       |
| 2019 | 2019-2020 New Year’s Countdown Gala    | junto a R.1.S.E                       |
| 2019 | 2019 Tencent Video Star Awards         | junto a R.1.S.E                       |
| 2019 | 1st Tencent Music Entertainment Awards | junto a R.1.S.E                       |
| 2019 | 2019 Cosmo Glam Night                  | junto a R.1.S.E                       |
| 2019 | Fan Meeting: Doki x The Chuang 2019    | junto a miembros de Produce Camp 2019 |

## Discografía

### R1SE

#### Singles
| Fecha               | Título | Lista de canciones | Notas                                          |
| ------------------- | ------ | ------------------ | ---------------------------------------------- |
| 9 de agosto de 2019 |        |                    | OST para "Shanghai Fortress" - (canción final) |
| 8 de junio de 2019  | R1SE   | 1. R1SE            |                                                |

### SWIN (SWIN-S)

#### Miniálbum
| Fecha                 | Título    | Lista de canciones                                                                                               |
| --------------------- | --------- | --- |
| 1 de enero de 2018    | EP2       | 1. BFGF 2. 我敢 3. 不解释                                                                                        |
| 17 de julio de 2017   | EP1       | 1. 告别少年 2. 和你去海边 3. 发光的星体                                                                          |
| 14 de octubre de 2016 | New World | 1. Fantasy 2. New World 3. 明日路 (Road of Tomorrow) 4. For You 5. 只因你太美 (Just Because You're So Beautiful) |

## Apoyo a beneficencia
En el 2019 junto a R.1.S.E. y el actor Li Yifeng participaron con GQ China modelando las camisas diseñadas por ellos mismos para organizaciones benéficas.

## Premios y nominaciones
| Año  | Categoría              | Premio                     | Trabajo  | Resultado |
| ---- | ---------------------- | -------------------------- | -------- | --------- |
| 2020 | Best Group of the Year | 2019 Weibo Awards Ceremony | R.1.S.E. | Ganaron   |